# Зара Якоб
Вижте пояснителната страница за други личности с името Зара.
Зара Якоб е император на Етиопия.

## Биография
Роден е в окръг Фетегар, Южна Етиопия. Баща му е император Давид I, а майка му е Екзия Кибра. Прекарва детството си в Амба Гишен.
Той е сред великите царе на Етиопия, управлявал 34 години – разширява държавата, централизира управлението, покровителства културата, обединява етиопската църква.